# Municipio de Scuppernong (condado de Tyrrell)
El municipio de Scuppernong (en inglés: Scuppernong Township) es un municipio ubicado en el  condado de Tyrrell en el estado estadounidense de Carolina del Norte. En el año 2010 tenía una población de 673 habitantes.

## Geografía
El municipio de Scuppernong se encuentra ubicado en las coordenadas 35°52′23.59″N 76°19′57.75″O / 35.8732194, -76.3327083.